# Gia tộc Gucci
Gia tộc Gucci (tiếng Anh: House of Gucci) là một bộ phim điện ảnh thuộc thể loại tiểu sử - tội phạm của Anh - Mỹ ra mắt năm 2021 do Ridley Scott làm đạo diễn và đồng sản xuất. Phim dựa trên cuốn sách The House of Gucci: A Sensational Story of Murder, Madness, Glamour and Greed năm 2001, của tác giả Sara Gay Forden. Hai diễn viên chính trong phim là Lady Gaga trong vai Patrizia Reggiani, người phụ nữ bị kết tội lập kế hoạch ám sát chồng cũ (Maurizio), Adam Driver vai Gucci Maurizio, cựu giám đốc hãng thời trang Gucci. Các diễn viên khác trong phim gồm có Al Pacino, Jared Leto, Jack Huston, Reeve Carney, Salma Hayek và Jeremy Irons.
Phim được phát hành tại Hoa Kỳ vào ngày 24 tháng 11 năm 2021 và tại Việt Nam vào ngày 18 tháng 2 năm 2022. Bộ phim nhận về những lời nhận xét trái chiều từ giới chuyên môn nhưng là một thành công về mặt doanh thu khi thu về 153,3 triệu USD từ kinh phí sản xuất 75 triệu USD. Tại giải Oscar lần thứ 94, bộ phim được đề cử cho hạng mục Hóa trang xuất sắc nhất. Bộ phim còn được đề cử cho các giải Critics' Choice, giải BAFTA, giải SAG, giải Satellite và giải Quả cầu vàng đều cho hạng mục Nữ diễn viên chính xuất sắc nhất và Nam diễn viên phụ xuất sắc nhất.

## Nội dung
Năm 1979 tại Italia, Patrizia Reggiani lúc đó là một nhân viên thuộc công ty vận tải của gia đình cô. Tại một buổi tiệc, cô gặp gỡ với Maurizio Gucci, một sinh viên ngành Luật và cũng là người thừa kế của 50% cổ phần của Gucci-Hãng thời trang nổi tiếng tại Firenze lúc đó. Hai người nhanh chóng cảm mến nhau và bắt đầu một mối quan hệ lãng mạn.
Rodolfo Gucci, cha của Maurizio cảnh báo rằng Patrizia chỉ đang nhắm tới khoản thừa kế của gia tộc Gucci. Ông cũng đe dọa sẽ loại bỏ quyền thừa kế của Maurizio nếu anh kết hôn với Patrizia. Bất chấp tất cả, Maurizio và Patrizia tiến tới hôn nhân và Mau được nhận vào làm tại công ty vận tải nhà Patrizia.
Sau khi biết mình mang thai, Patrizia nhận thấy đứa con trong bụng mình là sợi dây để gắn kết gia tộc Gucci, và Maurizio thông báo điều này cho bác của mình, Aldo Gucci và Aldo hứa sẽ che chở hai vợ chồng Maurizio.
Aldo giới thiệu vợ chồng Maurizio với con trai ông, Paolo, người muốn trở thành nhà thiết kế thời trang dù không có năng khiếu. Ông cũng giúp hai cha con Rodolfo và Maurizio hàn gắn mối quan hệ trước khi Rodolfo qua đời không lâu sau đó. Tuy nhiên, Rodolfo không kịp ký bản di chúc để lại 50% cổ phần thừa kế cho Maurizio, vì vậy Patrizia quyết định làm giả chữ ký của ông.
Sau đó, Patrizia lên kế hoạch thâu tóm số cổ phần còn lại của hai cha con Aldo và Paolo. Hai người xảy ra tranh luận về việc Aldo bí mật tuồn hàng nhái của Gucci ra bán trên chợ đen. Đồng thời ,Patrizia cũng nhờ sự giúp đỡ của một bà đồng tên Giuseppina "Pina" Auriemma để thao túng chồng mình, khiến anh tham gia tích cực hơn vào Gucci.
Paolo sau đó tiết lộ bằng chứng rằng Aldo đang có hành vi trốn thuế cho vợ chồng Maurizio để đổi lại, ông ta được thiết kế dòng sản phẩm riêng của mình. Aldo sau đó bị cảnh sát Mỹ bắt giữ và tuyên án 1 năm tù. Tuy nhiên sau đó Patrizia khai man với cảnh sát Italia rằng Paolo vi phạm bản quyền sử dụng thương hiệu Gucci. Điều này dẫn đến việc buổi trình diễn thời trang của Paolo bị cảnh sát áp chế và yêu cầu hủy bỏ. Vợ chồng Maurizio một lần nữa yêu cầu Paolo bán cổ phần Gucci, nhưng ông nổi giận và tuyên bố dứt tình với hai người.
Cảnh sát Italia sau đó khám xét nhà với mục đích bắt giữ Maurizio về hành vi làm giả chữ ký của Rodolfo. Cả gia đình Patrizia trốn sang Thụy Sĩ. Tại đây, Maurizio gặp lại bạn cũ của mình, Paola Franchi. Hai vợ chồng Maurizio xảy ra cãi vã và sau đó Maurizio yêu cầu vợ con trở về Italia. Nhờ Pina, Patrizia cảm nhận được Maurizio và Paola đang vụng trộm với nhau.
Công việc kinh doanh của Maurizio gây tổn hại đến Gucci, và anh ta bắt đầu tìm kiếm nguồn đầu tư mới đến từ nhà đầu tư Investcorp. Aldo sau đó trở về và biết được Paolo đã bán cổ phần của hai cha con cho Investcorp. Tuy nhiên điều mà Aldo không ngờ tới chính là Maurizio là người đứng đằng sau mọi chuyện. Cảm thấy thất vọng, Aldo quyết định bán cổ phần cho Maurizio và tuyên bố đoạn tuyệt với anh.
Patrizia sau đó cố gắng hàn gắn mối quan hệ vợ chồng với Maurizio nhưng cô bị anh ta từ chối thẳng thừng. Thông qua trợ lý Domenico De Sole, Maurizio gửi đơn ly hôn tới Patrizia nhưng Patrizia không chấp nhận điều này. Anh ta sau đó tuyển dụng nhà thiết kế mới nổi Tom Ford để giúp vực dậy hình ảnh của Gucci. Mặc dù các sản phẩm của Tom Ford mang lại kết quả tốt và hình ảnh của Gucci được vực dậy, song Investcorp cảm thấy công việc kinh doanh của Maurizio đã gây thiệt hại quá lớn và quyết định mua lại Gucci vào năm 1995.
Quá bất mãn với Maurizio, Patrizia nhờ sự giúp đỡ của Pina để lên kế hoạch ám sát chồng mình, và Pina giới thiệu cô tới hai sát thủ Ivano và Benedetto. Vài ngày sau, Maurizio bị ám sát giữa ban ngày bên ngoài văn phòng Gucci.
Năm 1997, Patrizia và đồng phạm bị bắt giữ và tất cả bị tuyên án tù dài hạn. Khi ra tòa, Patrizia vẫn yêu cầu được gọi là bà Gucci. Aldo Gucci qua đời năm 1990 vì Ung thư tuyến tiền liệt, trong khi Paolo mất trong nghèo khổ không lâu sau khi ông ta bán cổ phần cho Maurizio. Investcorp hoàn tất việc mua lại Gucci, và hãng thời trang nước Ý tiếp tục tồn tại đến ngày hôm nay.

## Phân vai
- Lady Gaga vai Patrizia Reggiani
- Adam Driver vai Maurizio Gucci
- Jared Leto vai Paolo Gucci
- Al Pacino vai Aldo Gucci
- Jeremy Irons vai Rodolfo Gucci
- Jack Huston vai Domenico De Sole
- Reeve Carney vai Tom Ford
- Camille Cottin vai Paola Franchi
- Mădălina Diana Ghenea vai Sophia Loren
- Mehdi Nebbou vai Said
- Miloud Mourad Benamara vai Omar
- Salma Hayek vai Giuseppina "Pina" Auriemma

## Phát hành
Phim ra rạp tại Mỹ vào ngày 24/11/2021, tại Anh Quốc hai ngày sau đó, 26/11. Phim cũng đồng thời được phát hành song song trên nền tảng xem trực tuyến Paramount+. Ngày 18 tháng 2 năm 2022, bộ phim khởi chiếu tại Việt Nam.